# Angitia viridans
Angitia viridans là một loài bướm đêm trong họ Noctuidae.